# Design de produits
 (septembre 2013).
Si vous disposez d'ouvrages ou d'articles de référence ou si vous connaissez des sites web de qualité traitant du thème abordé ici, merci de compléter l'article en donnant les références utiles à sa vérifiabilité et en les liant à la section « Notes et références ».

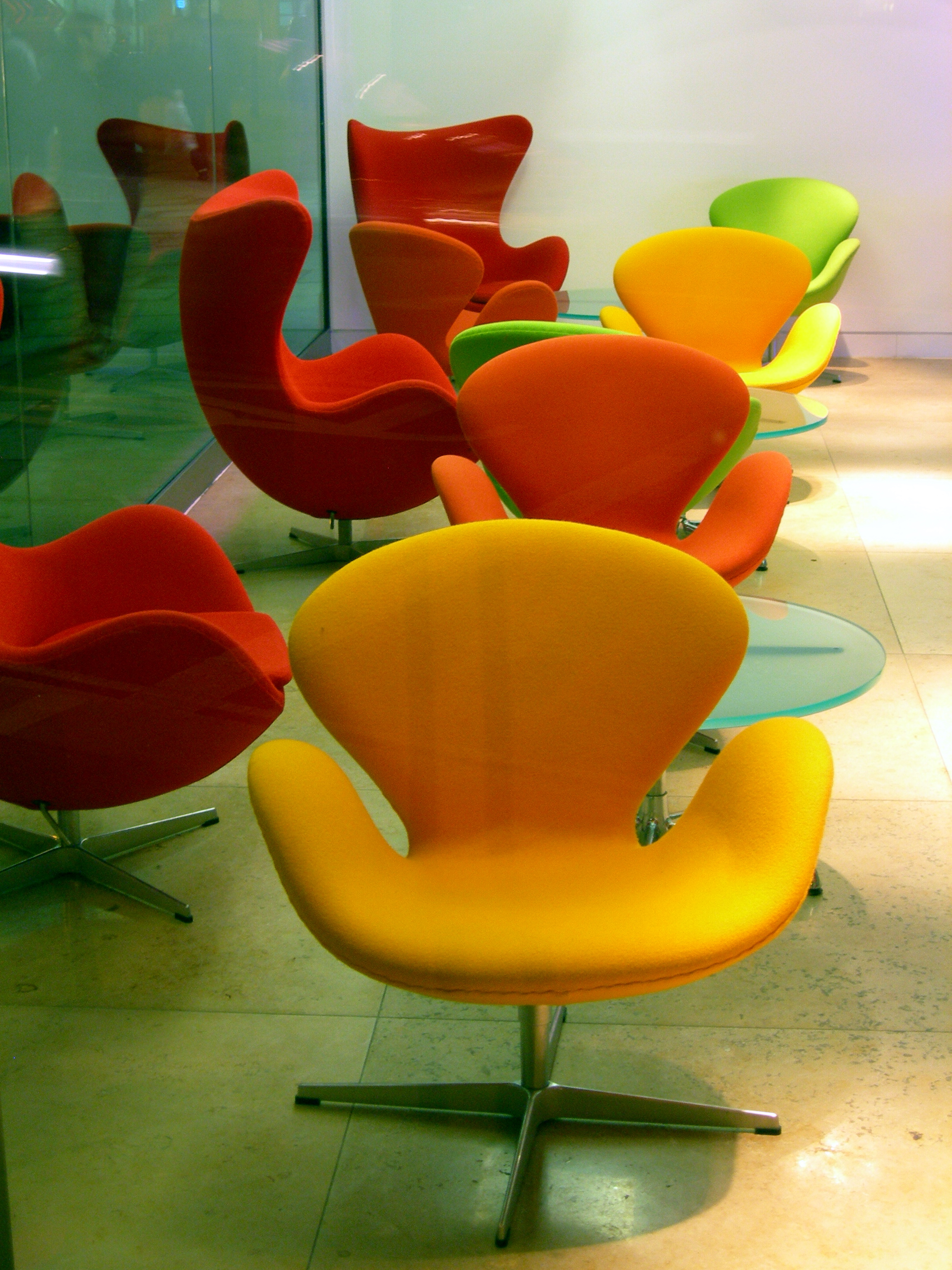
Fauteuils design

Le design de produits est une conception d'objets usuels répondant à des fonctions au service de l'homme. Plusieurs établissements proposent aujourd'hui un DNMADE (anciennement BTS) design de produits.